# Heinz Perne
Heinz Perne (ur. 8 listopada 1930 w Oberhausen w Zagłębiu Ruhry, zm. 17 stycznia 2008 w Olpe) – niemiecki ksiądz pallotyn, katecheta, dziennikarz i autor piosenek.
Po ewakuacji z 1943 zamieszkał w Nentershausen. W szkole wiejskiej rozpoczął naukę malowania. Od 1946 uczęszczał do gimnazjum. Maturę zdał w 1952, po czym wstąpił do pallotynów w Limburgu, gdzie studiował filozofię i teologię. Po otrzymaniu święceń kapłańskich w 1958 pracował przez kilka lat jako katecheta, następnie zajmował się kształceniem młodzieży i dorosłych. Był też redaktorem "Das Zeichen" (pl. Znak) oraz współwydawcą książek obrazkowych w wydawnictwie Lahn-Verlag z Limburga. Dzięki religijnym pieśniom i piosenkom religijnym granych na swoich koncertach i transmitowanych w radiu i telewizji zyskał międzynarodowy rozgłos.

## Wybrane dzieła
- Freude erfüllt mich
- Ein Tag mit Gott
- Der Tag des Lebens
- Mutter, das Wunder geschah
- So komm mit mir, słowa: Hermann Bergmann / Heinz Perne, muzyka: Hartmut Wortmann
- Wunderbar ist dieser neue Tag, słowa: H. Bergmann / Heinz Perne, muzyka: H. Wortmann